# إيزي بابليش
إيزي بابليش (بالإنجليزية: eZ Publish)‏ هو نظام إدارة المحتوى (بالإنجليزية: CMS)‏ مطور من طرف الشرطة النرويجية إيزي سيستامز.

## الخصائص
- تحرير المحتوى
- إدارة المستخدمين والمجموعات والأدوار المرتبطة بها
- مواقع متعدد اللغات
- محرك بحث داخلي
- مجدول أعمال زمني كرون (يونكس)

## روابط خارجية
- إيزي بابليش على موقع Free Software Directory (الإنجليزية)